# Марк Андрийсън
Марк Андрийсън (на английски: Marc Andreessen) e американски програмист, инвеститор и предприемач, най-известен като създател на първия уеб браузър Mosaic.
По време на учението си в Университета на Илинойс в Ърбана-Шампейн Андрийсън работи в Националния център за приложение на суперкомпютри. Там заедно с Ерик Бина създава Mosaic. Браузърът става много популярен – за първата година от пускането му е свален около два милиона пъти.
След завършването си Андрийсън се премества в Калифорния, където основава Netscape.
През 2009 г. Андрийсън, заедно с бизнес-партньора си Бен Хоровиц (Ben Horowitz) основава венчърния фонд Andreessen Horowitz, инвестиращ в IT-компании.